# Paul Neustedt
Paul Neustedt (* 9. Juli 1902 in Großpaschleben bei Köthen; † zwischen 1940 und 1945 in Nord-Afrika) war ein deutscher Radsportler und deutscher Meister im Radsport.

## Sportliche Laufbahn
Neustedt war im Straßenradsport und im Bahnradsport aktiv. Erst im Alter von 23 Jahren konnte sich Neustedt sein erstes eigenes Rennrad leisten. Vorher fuhr er teilweise auf geliehenen Rädern oder eigenen Radkonstruktionen. Paul Neustedt war 1929 und 1930 deutscher Meister der Deutschen Radfahrer Union (DRU), die am 25. Januar 1920 in Hannover gegründet worden war. Mit dem Magdeburger Brennabor-Team gewann er 1930 auch die Meisterschaft der DRU im Mannschaftszeitfahren. Er galt in den 1930er Jahren als der stärkste Amateur der DRU. 1926 dann der erste bedeutende Sieg beim Rennen Rund um den Petersberg, sechs weitere Erfolge bei Straßenrennen folgten in jener Saison.
Neustedt galt als großes Talent, sein Trainer sowie der Schrittmacher Requis bescheinigten ihm jedoch einen nicht besonders ausgeprägten Ehrgeiz, was auch aus seinem unregelmäßigen Training resultierte. Intensiv trainierte er nur unmittelbar vor den Wettkämpfen. Als er 1930 seine Anstellung als Bauschlosser verlor, löste er eine Lizenz als Berufsfahrer. Der Beginn im neuen Metier verlief zunächst schleppend, im Laufe des Jahres 1931 stellten sich erste Siege bei Steherrennen ein. Im Oktober 1931 konnte er sogar Weltmeister Walter Sawall auf der Radrennbahn Halle an der Saale (am Böllberger Weg) besiegen.
Neustedt machte aus seiner kritischen Haltung zum Nazi-Regime keinen Hehl. Nach seiner Einberufung zur Wehrmacht wurde er sofort in ein Strafbataillon nach Nord-Afrika versetzt. Dort fand er auch den Tod, das genaue Datum blieb unbekannt.